# Еквівалентність механічних та електромагнітних величин
Еквівалентність механічних та електромагнітних величин  — в багатьох прикладних задачах фізики різні явища описуються однаковими математичними рівняннями.
Наприклад, диференційне рівняння для коливань механічного маятника (осцилятора) в «механіці» та реактивного контуру в «електродинаміці». Нижче приведена зведена таблиця деяких відповідностей між механічними та електродинамічними величинами.

## Взаємна еквівалентність фізичних величин
| Механічні величини   | Механічні величини                    | Механічні величини | Електродинамічні величини    | Електродинамічні величини             | Електродинамічні величини |
| Назва                | Позначення                            | Розмірність        | Назва                        | Позначення                            | Розмірність               |
| -------------------- | ------------------------------------- | ------------------ | ---------------------------- | ------------------------------------- | ------------------------- |
| довжина              | {\displaystyle l\ }                   | метр               | заряд                        | {\displaystyle q\ }                   | Кулон                     |
| маса                 | {\displaystyle m\ }                   | кілограм           | індуктивність                | {\displaystyle L\ }                   | Генрі                     |
| пружність            | {\displaystyle k\ }                   | Н/м                | 1/ємність                    | {\displaystyle 1/C\ }                 | 1/Ф                       |
| швидкість            | {\displaystyle v\ }                   | метр/секунда       | струм                        | {\displaystyle I\ }                   | Кулон/секунда             |
| імпульс              | {\displaystyle p_{m}=mv\ }            | кг*м/с             | магнітний потік самоіндукції | {\displaystyle p_{L}=LI\ }            | Вебер                     |
| кінетична енергія    | {\displaystyle W={\frac {mv^{2}}{2}}} | Джоуль             | енергія індуктивності        | {\displaystyle W={\frac {LI^{2}}{2}}} | Джоуль                    |
| потенціальна енергія | {\displaystyle m\omega ^{2}x^{2}/2\ } | Дж                 | енергія ємності              | {\displaystyle L\omega ^{2}q^{2}/2\ } | Дж                        |
| дія                  | {\displaystyle l\cdot p\ }            | Дж*с               | дія                          | {\displaystyle q\cdot p_{L}\ }        | Дж*с                      |

Одним із перших широку популяризацію еквівалентності механічних та електричних величин проводив Річард Фейнман у своїх популярних лекціях з фізики.
Має певний сенс привести слова здивування нобелівського лауреата з приводу імпульсу та енергії: «…в таблиці 17.1 ми відмітили, що згідно з механічним імпульсом {\displaystyle p=mv} (швидкість зміни якого рівна прикладеній силі) повинна існувати аналогічна величина, рівна {\displaystyle LI}, швидкість зміни якої — {\displaystyle V} (напруга). Очевидно, що ми не можемо говорити, що {\displaystyle LI} — це справжній імпульс ланки; насправді це не так. Вся електрична ланка може бути нерухома і взагалі не мати імпульсу. Просто {\displaystyle LI} аналогічний імпульсу {\displaystyle mv} в сенсі задоволення аналогічним рівнянням.
Точно так само, кінетичній енергії {\displaystyle mv^{2}/2} тут відповідає аналогічна величина {\displaystyle LI^{2}/2}. Проте тут нас чекає сюрприз. Величина {\displaystyle LI^{2}/2}- дійсно енергія і в електричному випадку. Так виходить тому, що робота, яка здійснюється за одиницю часу над індуктивністю, рівна {\displaystyle VI}, а в механічній системі вона рівна {\displaystyle Fv} — відповідній величині. Тому у випадку енергії величини не тільки відповідають одна одній, але мають і однаковий фізичний зміст.»
Слід відзначити, що не менший подив повинно викликати співвідношення для дії. В обох випадках воно також має однакову розмірність. Проте Фейнман, котрий написав книгу по інтегралам по шляху цього чогось так і не помітив.